# Esenbeckia elegans
Esenbeckia elegans là một loài rêu trong họ Pterobryaceae. Loài này được (Dozy & Molk.) Mitt. mô tả khoa học đầu tiên năm 1856.